# Ligurra opelli
Ligurra opelli là một loài nhện trong họ Salticidae.
Loài này thuộc chi Ligurra. Ligurra opelli được Berry, Joseph A miêu tả năm 1997. Beatty & Jerzy Prószyński.